# 芭芭拉·琼斯
芭芭拉·琼斯（英語：Barbara Jones，1937年3月26日—），美国女子田径运动员，主攻短跑。她曾代表美国参加1952年和1960年夏季奥林匹克运动会田径比赛，获得二枚金牌。